# Guillaume Florquin
Guillaume Florquin, né le 4 mai 1993 à Roncq, est un homme politique français. Membre du Rassemblement national, il est élu député du Nord en 2024.

## Biographie
Guillaume Florquin est né le 4 mai 1993 à Roncq. Il effectue ses études secondaires au lycée privé lycée Notre-Dame des Anges (d) à Saint-Amand-les-Eaux. Il est le neveu de Marcel Aubursin, premier adjoint de l'ancien maire UDF de la ville, Georges Donnez,.  
En 2016, il rencontre Marine Le Pen et adhère au Front national,. L'année suivante, il se présente aux élections législatives comme suppléant de Ludovic de Danne (d), conseiller diplomatique de Marine Le Pen, parachuté dans la vingtième circonscription du Nord,.  
En décembre 2019, il annonce sa candidature aux élections municipales de 2020 à Saint-Amand-les-Eaux et présente sa liste le 23 février 2020. Le 15 mars suivant, cette dernière se classe troisième avec 11,71 % des voix, loin derrière celle du maire communiste sortant, Alain Bocquet, qui est réélu dès le premier tour avec 50,96 % des suffrages. Le score de sa liste est suffisant pour permettre le retour du Rassemblement national (ex-Front national) au conseil municipal de la ville,. 
En 2022, il se présente aux élections législatives dans la vingtième circonscription du Nord, mais cette fois en tant que candidat titulaire,. Avec 32,64 % des suffrages exprimés, il est admis au premier tour mais est battu au second par le député sortant Fabien Roussel, secrétaire national du Parti communiste français. Deux ans plus tard, la dissolution de l'Assemblée nationale décidée par Emmanuel Macron lui permet de se représenter. Avec 50,30 % des suffrages exprimés, il est élu dès le premier tour en éliminant Fabien Roussel, faisant basculer cette circonscription représentée par le PCF depuis 1962.

## Polémique
Fin décembre 2024, il est révélé que Guillaume Florquin était membre d'un groupe dénommé « Rassemblement national (direction 2027 !) » sur Facebook où des messages à caractère raciste ont été publiés. Il lui est reproché de ne pas avoir dénoncé lesdits messages en vertu de l'article 40 du code de procédure pénale. Le député de La France insoumise Thomas Portes annonce avoir saisi la procureure de la République de Paris à ce sujet. Quinze députés du Rassemblement national sont membres de ce groupe,.
Le 10 Janvier 2025, le média d'investigation Les Jours révèle que Guillaume Florquin ainsi que six autres cadres du Rassemblement national, faisaient parti du groupe Facebook des Barjols, décrit comme "un groupuscule d'ultradroite soupçonné d'avoir projeté un attentat contre Emmanuel Macron fin 2018, de tuer des exilés, d'enlever des élus ou encore de brûler des mosquées" par le journaliste Pierre Bafoil. Contacté par France 3 Hauts-de-France, Guillaume Florquin se défend : "Je ne savais même pas que j'étais sur ces groupes",.